# Embalse de Lechago

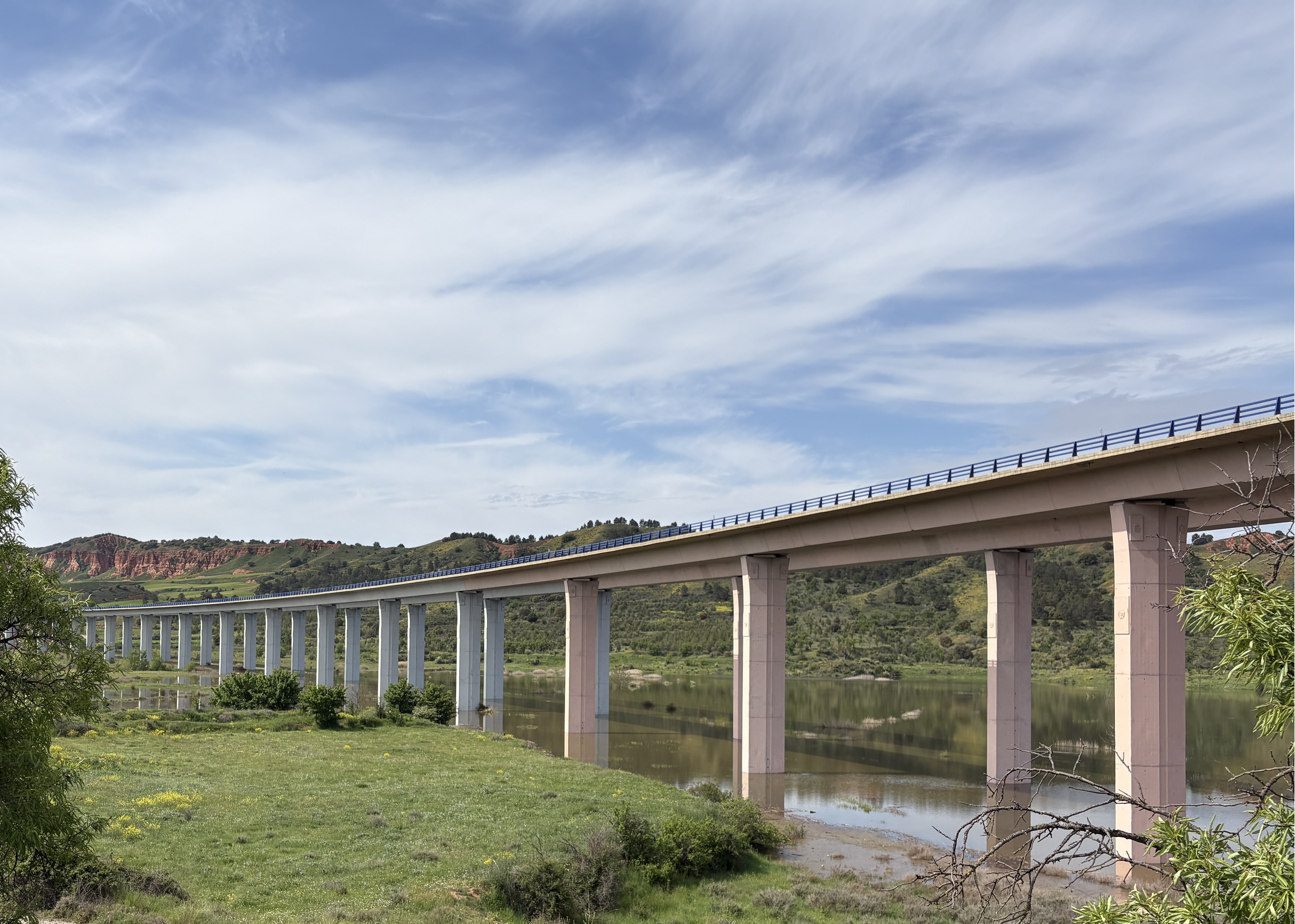
Viaducto de Lechago, en la Autovía Mudejar (A-23), a su paso por la cola del embalse

El pantano de Lechago es una presa en el río Pancrudo, en los términos de Lechago, Luco de Jiloca y Navarrete del Río, todos ellos parte del municipio de Calamocha (Teruel, Aragón, España). Está situada a unos 1300 m aguas arriba de su desembocadura en el río Jiloca.
La cola del embalse, entre las localidades de Lechago y Navarrete del Río, está atravesada por la Autovía Mudejar A-23 (E7), que une Sagunto (Valencia) con Jaca (Huesca). El viaducto construido para esta vía tiene una longitud de 916 metros, y lleva el mismo nombre que el embalse. Tiene diecinueve vanos, con luces en los vanos centrales de algo más de 50 metros, y vanos en los extremos de algo más de 32 metros. En años de pluviometría elevada, las pilastras que sustentan este puente quedan parcialmente cubiertas por las aguas del embalse.
El embalse, se trata de una estructura de materiales sueltos con núcleo de arcilla, planta recta, y una capacidad de embalse de 18,16 hectómetros cúbicos a la cota 891 de máximo nivel normal. La longitud de coronación es de 330 m, con una altura máxima sobre cimientos y el cauce de 39 y 34 m, respectivamente, y cota de coronación a 895 m. En la margen derecha de la presa, aprovechando una vaguada natural existente, se sitúa el aliviadero de labio fijo destinado a evacuar las avenidas del Pancrudo, con una capacidad de desagüe máxima de 586 metros cúbicos por segundo (m³/s).

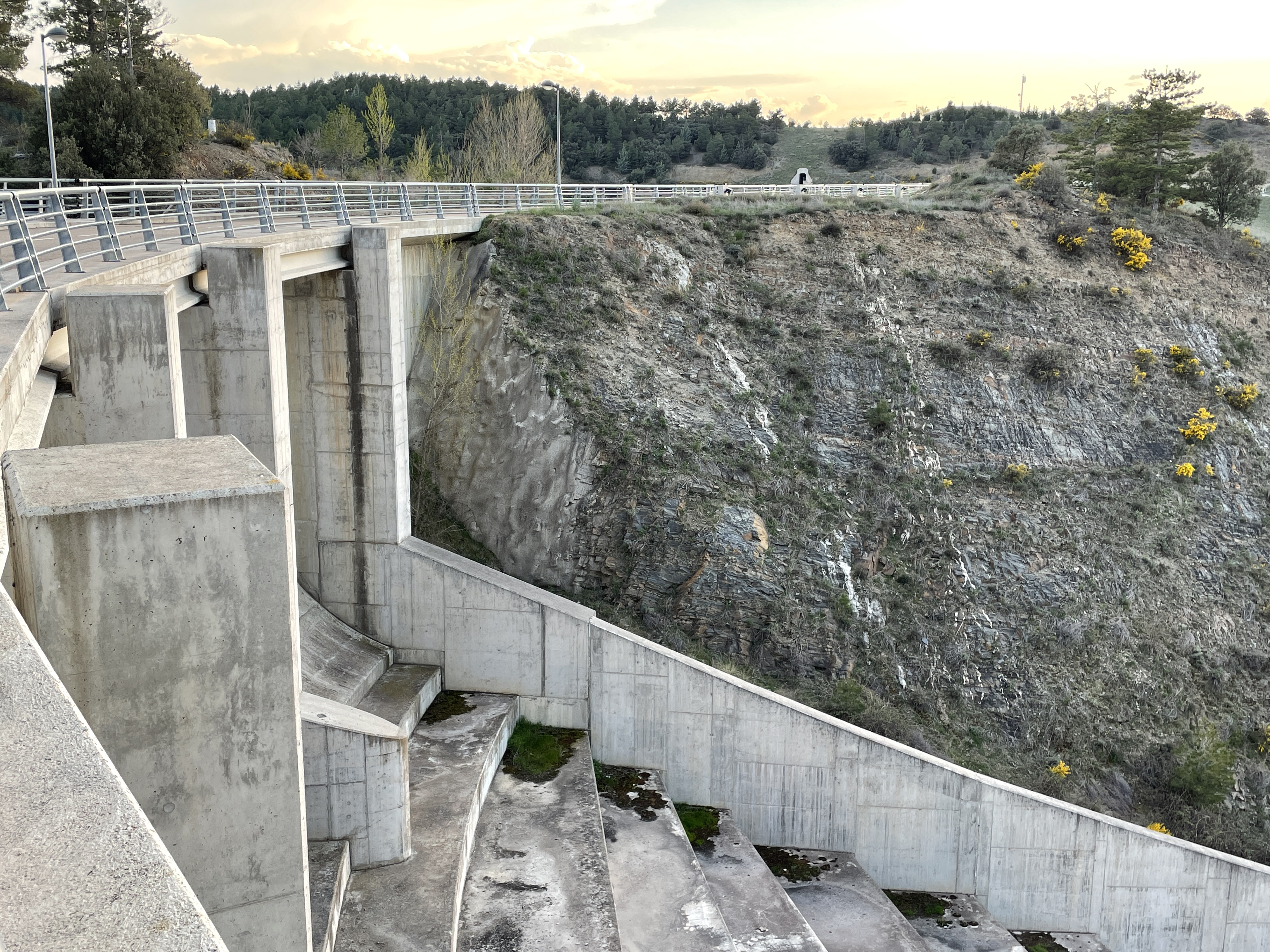
Aliviadero de la Presa en el Embalse de Lechago

El proyecto comprende también una estación de bombeo y un canal de derivación que permiten captar el agua del Jiloca durante los meses de invierno y elevarla al embalse para atender las demandas en verano. La estación de bombeo se sitúa muy próxima a la carretera N-234, a unos 700 metros de distancia del cruce de esta con la que accede a Lechago. 
El conjunto de obras de captación y bombeo se ha proyectado para un caudal nominal de 1,5 m³/s. Los elementos principales de la estación son: la toma en el Jiloca, canal de conducción, pozo de aspiración, tubería de impulsión y galería de descarga. 

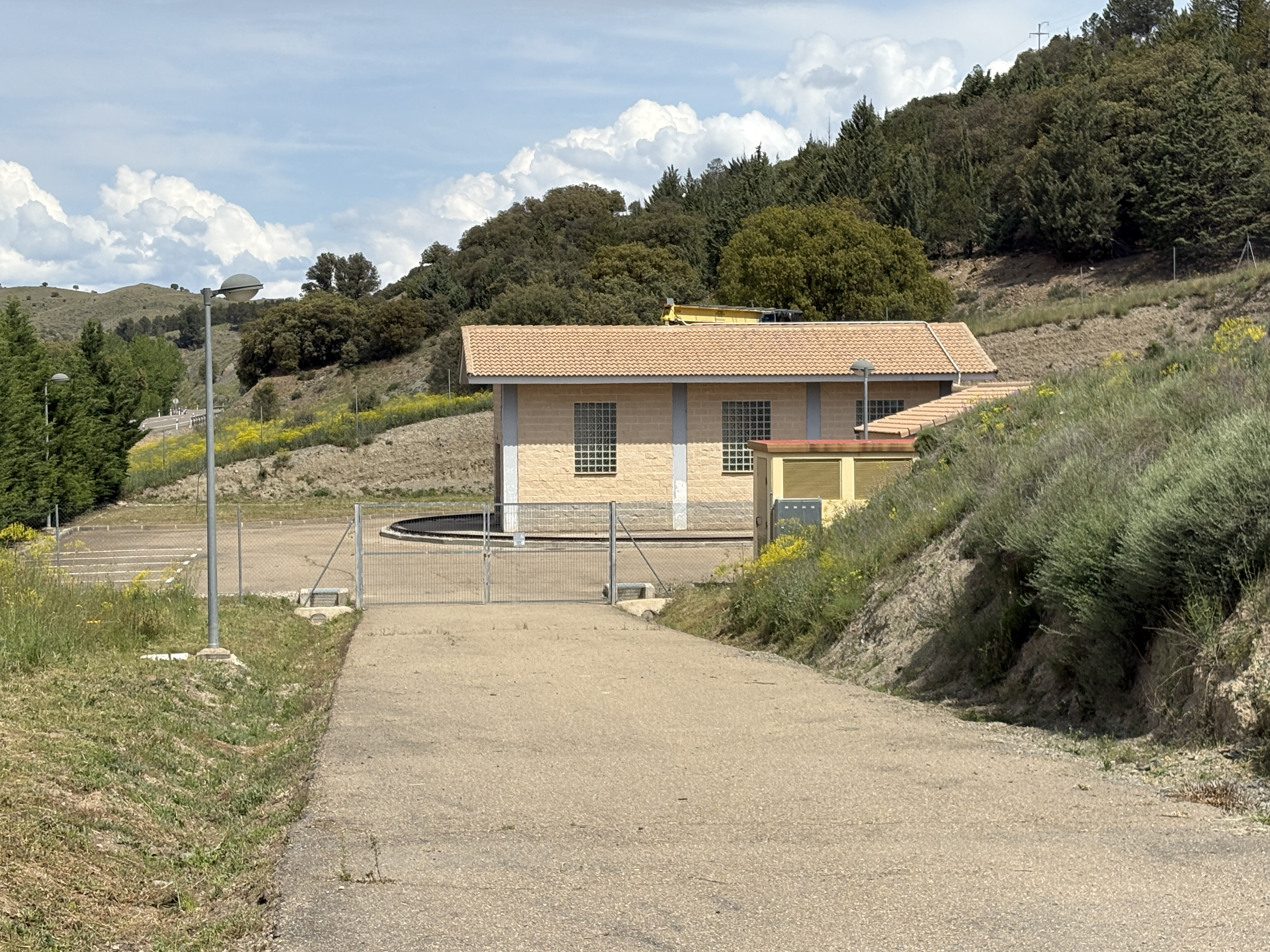
Estación de Bombeo en el trasvase del Río Jiloca al Embalse de Lechago

La obra de toma alberga un pequeño azud (en el que se disponen una serie de conductos que garantizan el paso del caudal ecológico mínimo por el río Jiloca) y la embocadura del canal de derivación hacia la estación de bombeo, este último a cielo abierto, atravesando de forma subterránea la Carretera Nacional N-234. 
El canal de toma, previsto para un caudal de 2 m³/s, tiene una longitud de 356 m. Y la conducción de elevación está constituida por una tubería de impulsión, de 900 mm de diámetro interior y de 360 m de longitud, y una galería en falso túnel, para cruzar la divisoria entre la estación de bombeo y el embalse, que en su interior aloja un canal de trasvase.